# ماريانا بينافايدز
ماريانا بينافايدز (بالإسبانية: Mariana Benavides)‏ هي لاعبة كرة قدم كوستاريكية، ولدت في 26 ديسمبر 1994 في إيريذيا ‏ في كوستاريكا. شاركت مع منتخب كوستاريكا لكرة القدم للسيدات.

## وصلات خارجية
- ماريانا بينافايدز على موقع الاتحاد الدولي (مؤرشف)  (الإنجليزية)
- ماريانا بينافايدز على موقع الاتحاد الأوربي (الإنجليزية)
- ماريانا بينافايدز على موقع قاعدة بيانات كرة القدم.إي يو (الإنجليزية)
- ماريانا بينافايدز على موقع Soccerway.com (الإنجليزية)